# Paolo Nespoli
Paolo Angelo Nespoli (Milaan, 6 april 1957) is een Italiaans militair en astronaut. Zijn eerste ruimtereis was STS-120, in 2007. In december 2010 reisde hij voor de tweede keer naar het Internationaal Ruimtestation ISS, aan boord van de Sojoez TMA-20. In 2017 ondernam Nespoli een derde ruimtevlucht, aan boord van de Sojoez MS-05.

## Opleiding
Paolo Nespoli behaalde een Bachelor of Science-titel in Lucht- en Ruimtevaartwetenschappen aan de New York University Tandon School of Engineering in 1988. Hij behaalde een jaar later een Master of Science-titel in dezelfde discipline.

## Carrière als astronaut

### Selectie als astronaut
In juli 1998 werd Paolo Nespoli geselecteerd als ESA-astronaut. Een maand later, in augustus 1998, begon Nespoli aan zijn training in het Lyndon B. Johnson Space Center van de NASA in Houston. In 2000 slaagde hij voor de training en kreeg hij het recht om deel te nemen aan missies van de Space Shuttle en aan boord van het Internationaal Ruimtestation ISS te verblijven. Hij zette zijn training voort tot in 2003, toen hij met succes geavanceerde training voltooide tot ruimtewandelaar.
In augustus 2004 werd Nespoli overgeplaatst naar het Kosmonautentrainingscentrum Joeri Gagarin in Sterrenstad, nabij Moskou. Daar begon hij aan de basistraining voor Sojoez-capsules. Na verloop van tijd keerde Nespoli terug naar Houston, waar hij zijn training verderzette.

### Eerste ruimtevlucht

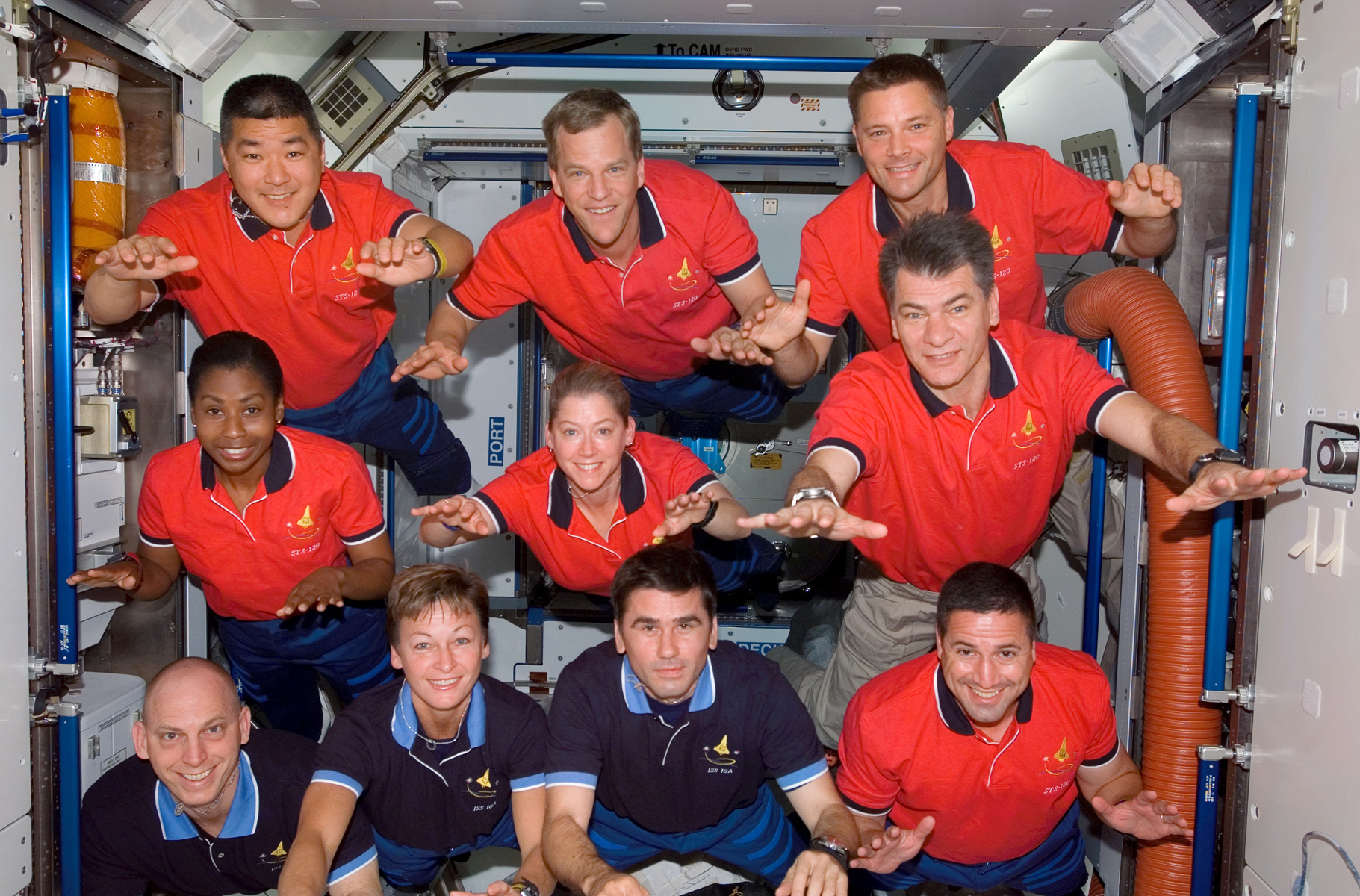
De bemanning van het ISS ten tijde van STS-120

In juni 2006 werd Nespoli geselecteerd als missiespecialist voor ruimtevlucht STS-120. Van 23 oktober tot 7 november 2007 vloog Nespoli als missiespecialist van STS-120 aan boord van Spaceshuttle Discovery. Tijdens deze missie werd de Harmony-module van het Internationaal Ruimtestation ISS, ook wel bekend als Node-2 gelanceerd. Na een kort verblijf van 15 dagen keerde Nespoli terug naar de Aarde op 7 november 2007.

### Tweede ruimtevlucht

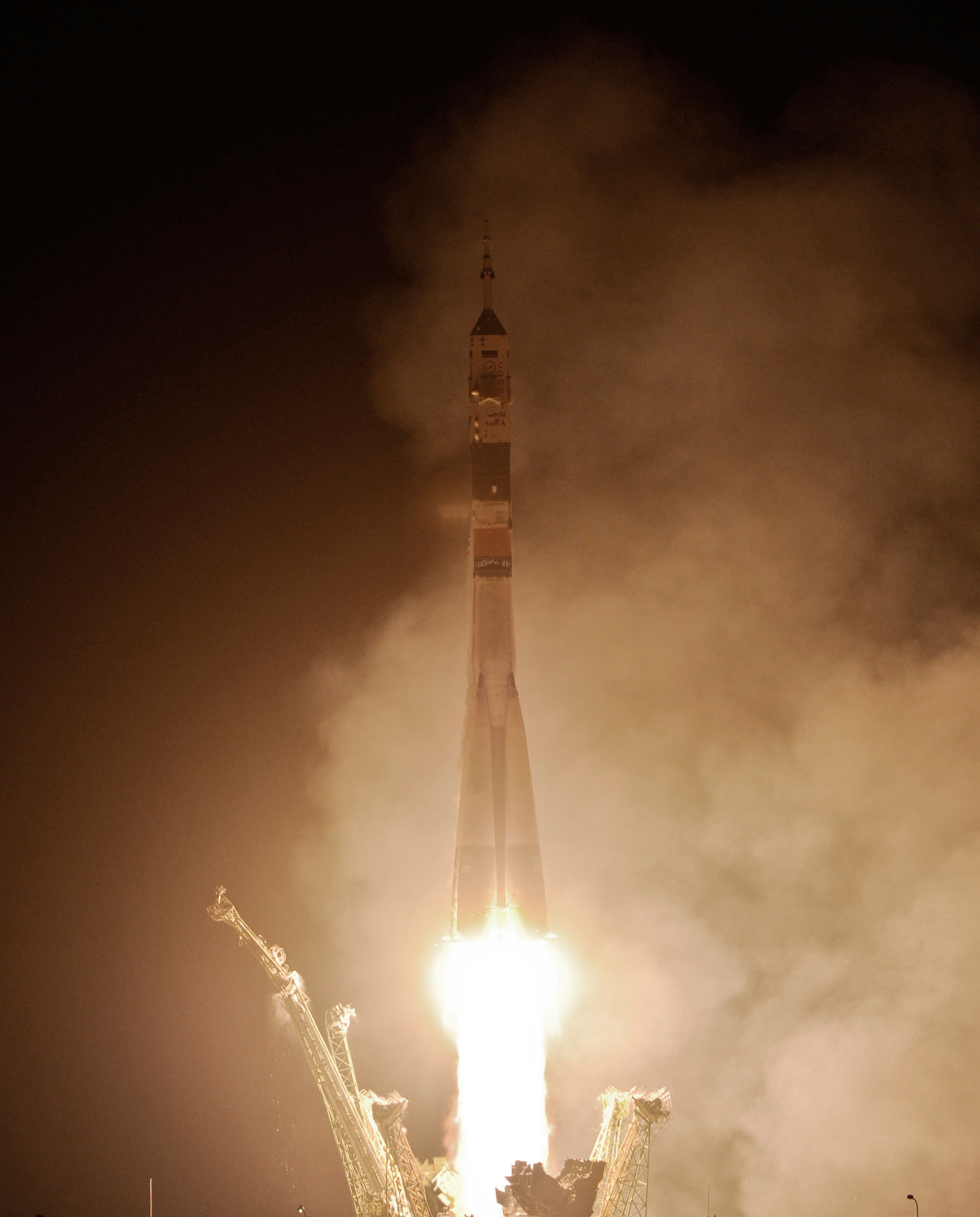
De lancering van Sojoez TMA-20

In november 2008 werd bekendgemaakt dat Nespoli in 2010 en 2011 een tweede maal aan boord van het ISS zou verblijven in het kader van expedities 26 en 27. Paolo Nespoli werd op 15 december 2010 gelanceerd aan boord van de Sojoez TMA-20. Twee dagen na de lancering koppelden ze aan aan de Rassvet-module van het Internationaal Ruimtestation ISS. Op 24 mei 2011 landde Nespoli terug op Aarde na een verblijf van 159 dagen in de ruimte.

### Derde ruimtevlucht
In juli 2017 werd Nespoli voor een derde maal gelanceerd voor een ruimtemissie, ditmaal aan boord van de Sojoez MS-05. Hij verbleef zo'n vijf maanden aan boord van het ISS, in het kader van ISS-Expeditie 52 en ISS-Expeditie 53.